# Creepshow 2
Creepshow 2 (titulada: Cuentos macabros 2 en México y Venganza de ultratumba 2 o Cuentos de ultratumba 2 en el resto de Hispanoamérica) es una película de terror estadounidense de 1987. Dirigida por Michael Gornick al igual que en su antecesora Creepshow las historias está escritas por Stephen King y el guion por George A. Romero. Sin embargo al contrario que en la primera parte, en que se muestran cinco historias seguidas por las páginas del cómic que van pasando con el viento, esta vez es el propio Creep, interpretado por Tom Savini, quien las presenta.

## Argumento
Prólogo: Un hombre con aterrador aspecto de ultratumba (The Creep) está entregando en un camión los periódicos y revistas para los puestos de la zona cuando se encuentra con Billy, un niño que espera ansiosamente el nuevo número del cómic Creepshow. Mientras el niño se hace con el nuevo ejemplar, The Creep vuelve a su castillo, desde donde introduce al espectador en tres historias de terror.
El Viejo Jefe Cabeza de Madera (Old Chief Wood'nhead) 
El viejo matrimonio Spruce intenta mantener su negocio que ya apenas les aporta beneficios en Dead River, un pueblo económicamente muerto junto a una reserva india. La única compañía de Ray es su querida esposa Martha y su viejo indio de madera, una estatua a escala real de un indígena ataviado para la guerra que cuida la entrada de la tienda.
Un día, el jefe de la tribu, Benjamin Lunablanca, le entrega a Ray unos tesoros indios que forman parte de su comunidad; ya que ellos deben dinero y quieren agradecerle por haber permitido a la tribu comprar alimento y otras cosas necesarias de la tienda sin que les cobrara. Por ello le entrega esos tesoros, a condición de que si en dos años no pueden pagarle los debe tomar como compensación. Ray se niega a aceptar algo tan valioso pero Benjamin insiste. Este hecho hace que el viejo matrimonio recupere sus esperanzas futuras sobre el pueblo y sobre su propia economía.
Pero ese mismo día, tres delincuentes encabezados por Sam Lunablanca, el sobrino de Benjamin, atracan la tienda y asesinan al matrimonio por no haber querido entregarles los tesoros indios que precisamente pertenecen a la tribu. Sam es un muchacho vanidoso de larga cabellera que ve como el símbolo de su supuesta belleza. Su objetivo es usar los tesoros para huir a Hollywood, donde está convencido de que en cuanto lo vean lo reconocerán como la gran estrella que cree ser y se volverá famoso al instante. Tras asesinar al matrimonio, el trío acuerda ir a sus respectivas casas para hacer el equipaje y huir esa noche.
El único testigo de esta sangrienta injusticia es el viejo indio de madera que, tras cobrar vida, se pone pintura de guerra y va tras los criminales. El primero de ellos es acribillado con flechas dentro del remolque donde vive, al segundo lo mata a hachazos con su tomahawk y finalmente encara a Sam, a quien mata con su cuchillo.
A la mañana siguiente, al despertar, Benjamin encuentra sobre su cama los tesoros; tras visitar la tienda descubre el asalto y al jefe indio en su posición habitual, ensangrentado y sosteniendo la cabellera de su sobrino. Tras saludarlo con humildad le pide que ahora que ha hecho justicia aplaque su espíritu, tras lo cual se retira del lugar.
Intermedio: Tras obtener su historieta Billy va al correo a recibir un paquete que compró por medio de los anuncios en la revista y que contiene, según le explica al encargado, un bulbo de Atrapamoscas. Mientras Billy se retira, The Creep, que permanecía oculto en el correo, presenta la siguiente historia.
La Balsa (The Raft) 
Un grupo de cuatro adolescentes, Randy, Deke, Laverne y Rachel, a pesar de ser ya otoño, deciden pasar el día en un estanque aislado. Nada más llegar, y sin pensarlo dos veces, se lanzan al agua dispuestos a llegar a una vieja balsa que uno de los chicos había visto la semana anterior.
Pero al meterse en el estanque, los chicos reparan en una extraña y enorme mancha de aspecto oleoso que avanza por el agua. Aunque en un inicio no la ven como algo serio, cuando Rachel la toca la sustancia la atrapa y devora, tras lo cual no se separa de la balsa. Algunas horas después Deke, el más atlético de ambos muchachos, decide que puede nadar más rápido que la mancha por lo que intentará llegar a la orilla para conseguir ayuda. Desgraciadamente, mientras se prepara, la mancha se filtra entre los tablones, atrapa su pie y lo devora.
Randy y Laverne pasan la noche y el otro día vigilando y evitando pisar las uniones. Sin embargo, cuando Laverne se duerme Randy se distrae de la vigilancia tocándola y la mancha comienza a devorarla. El muchacho aprovecha esto para huir nadando y apenas logra salir del agua antes que lo atrape. Al borde del agua Randy celebra haberla derrotado y se burla de la criatura pero, para su desgracia la mancha se impulsa hasta la orilla, cae sobre él y regresa al agua.
Un último vistazo a la orilla del estanque revela la existencia de un viejo cartel que ya ha sido parcialmente cubierto por un arbusto donde se advierte no entrar al agua.
Intermedio: Mientras pasea por la ciudad Billy es interceptado por un matón algo mayor que él quien le roba su planta, la aplasta y comienza a perseguirlo por toda la ciudad acompañado por su pandilla. The Creep atestigua esto y propone a la audiencia ver una historia mas en lo que los matones tardan en atrapar a Billy.
El Autoestopista (The Hitch-hiker) 
Una mujer regresa a casa en coche después de un encuentro con su amante en el pueblo vecino. Durante una distracción, atropella y mata a un autoestopista en la carretera quien con un letrero de cartón pedía que lo llevaran a Dover-Foxcroft, en Maine. Aturdida por lo sucedido, decide no parar y seguir adelante en su trayecto.
La mujer se verá sorprendida por el cadáver reanimado, que se encargará de propinarle un aterrador trayecto, mientras le repite sin cesar: “Gracias por el paseo, señora...” Después de varios intentos tratando de deshacerse del cadáver atropellándolo y destrozándolo más y más con su automóvil, llega al garaje de su casa con el coche lleno de golpes y allí se desmaya. Al despertar piensa que todo ha sido producto de su imaginación tras el accidente. Sin embargo, desde debajo del automóvil sale nuevamente el cadáver del hombre que, aunque está completamente deshecho y amorfo por las peleas en la carretera, aún continúa decidido a castigar a la mujer a quien por fin atrapa.
La historia acaba cuando su marido llega algunas horas después y la descubre muerta en el asiento del conductor sosteniendo el cartel ensangrentado del viajero.
Epílogo: Mientras The Creep cierra la antología y se despide, Billy pasa huyendo con los matones aún tras él. El niño llega hasta un claro en el bosque donde se detiene y los abusadores se disponen a golpearlo, sorpresivamente en medio del follaje aparecen atrapamoscas gigantescas que Billy ha comprado anteriormente para plantar en el lugar y ahora cada una ha alcanzado el tamaño de un árbol. Rápidamente las plantas devoran a los pandilleros mientras Billy sonríe de forma maligna. The Creep ve la escena desde su camión mientras ríe y se aleja por la carretera.

## Reparto
| Prólogo y epílogo - Domenick John - Billy - Tom Savini - The Creep - Joe Silver - The Creep (voz) El Viejo Jefe Cabeza de Madera (Old Chief Wood'nhead) - George Kennedy - Ray Spruce - Philip Dore - Curly - Maltby Napoleon - Indio #1 - Tyrone Tonto - Indio #2 - Dorothy Lamour - Martha Spruce - Frank Salsedo - Benjamin Lunablanca - Holt McCallany - Sam Lunablanca - David Holbrook - Gordo Gribbens - Don Harvey - Andy Cavenaugh - Dan Kamin - Viejo jefe Cabeza de Madera - Dean Smith - Señor Cavenaugh - Shirley Sonderegger - Señora Cavenaugh | La Balsa (The Raft) - Paul Satterfield - Deke - Jeremy Green - Laverne - Daniel Beer - Randy - Page Hannah - Rachel El Autoestopista (The Hitch-hiker) - Lois Chiles - Annie Lansing - David Beecroft - Amante de Annie - Tom Wright - El autoestopista - Richard Parks - George Lansing - Stephen King - Conductor de camión - Cheré Bryson - Mujer accidentada |

## Producción

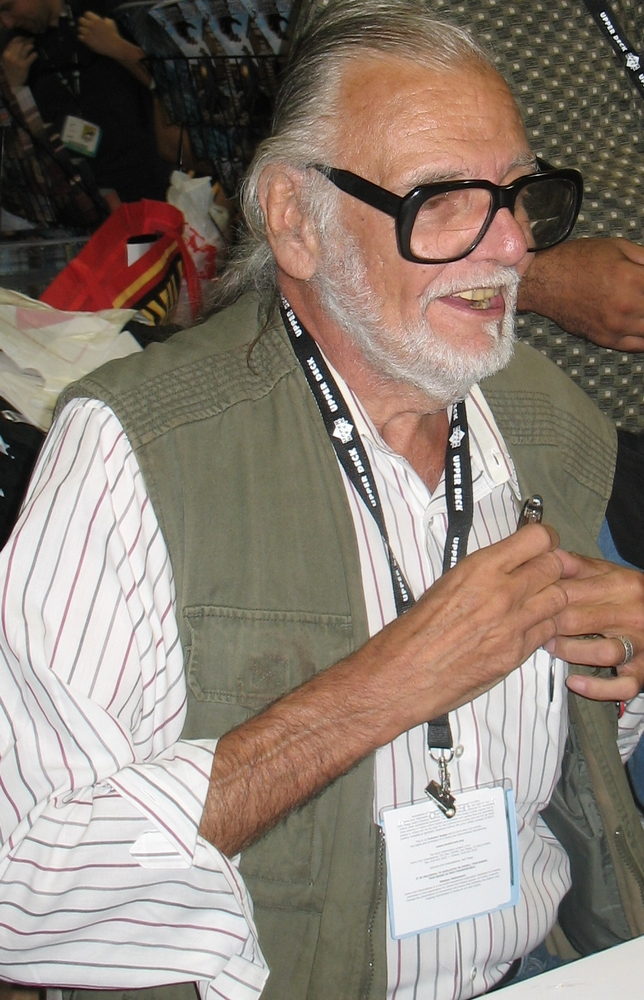
En esta ocasión George A. Romero fue uno de los guionistas pero no estuvo a cargo de la dirección.

Tras el éxito de Creepshow (1982), Stephen King y el director George A. Romero crearon este segundo proyecto basado en tres historias de las revistas de EC Comics con Stephen King, una vez más, como el creador de las historias y Romero el guionista del film. El segundo segmento La Balsa (The Raft) aunque inicialmente estaba prevista para Creepshow pero no se incluyó debido a la duración de la película y es la única historia escrita por Stephen King que aparece en el libro de relatos cortos Skeleton Crew. También se creó un cuarto guion por King basado en el enfrentamiento entre dos equipos de bolos que optan por un premio y uno de ellos provoca la muerte al otro ganando injustamente lo que hará que sus miembros empiecen a ser salvajemente asesinados. Dicho guion no se rodó porque, para crear algunas escenas, el presupuesto iba a ser demasiado elevado. Sin embargo, en el segmento El Autoestopista (The Hitch-hiker) aparece en la cama, al principio de la historia, el libro de Stephen King It.
El director de la película, Michael Gornick, fue el director de fotografía de la primera parte dirigida por George A. Romero. Ya había colaborado previamente en esas tareas con Romero y lo haría en futuras películas del realizador. 
Hay algunos intérpretes que tienen conexiones previas con el entorno de Creepshow: Stephen King hace un cameo en el tercer semento El Autoestopista (The Hitch-hiker) interpretando a un camionero que presenta un cierto racismo; Tom Savini realiza las funciones de The Creep, el presentador de la película e hilo conductor de los diferentes segmentos; David Holbrook, intérprete de uno de los atracadores ("Fatso") en el primer segmento, es el hijo de Hal Holbrook, actor protagonista del segmento "La caja" en Creepshow; en los créditos finales se da las gracias a Tabitha King, mujer de Stephen King, y a Jack Kamen, dibujante de cómics que realizó las páginas aparecidas entre historia e historia en la película Creepshow.

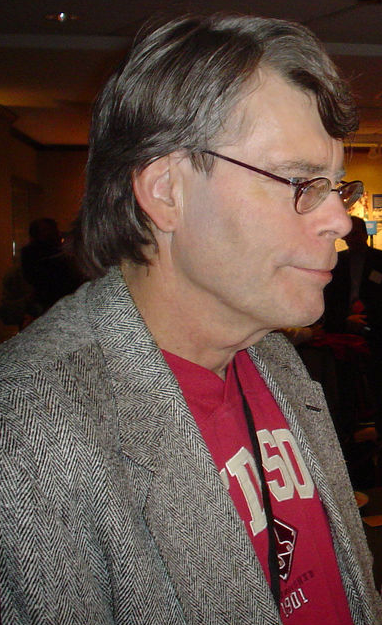
A igual que en la primera película, Stephen King actuó en una de las historias

Se realiza una crítica, tras los títulos de crédito finales, a la retirada del mercado estadounidense de los comics EC que se produjo porque se consideraba que "podían influir en la conducta de los jóvenes". No obstante los cómics que uno de los atracadores tira de un estante en el segmento El Viejo Jefe Cabeza de Madera son Creepshow los cuales aparecían en la primera película y también son los que reparte Creep al principio. Del mismo modo Billy, el niño protagonista de la historia entre segmentos, dice casi al final de la película, refiriéndose a sus plantas, "Venus carnívora, comen carne": un producto real que se vendía por correo en la revista Creepy en su número 15 (año 1967, versión norteamericana). El cupón decía en concreto: "Venus atrapadora de moscas ¡ésta planta realmente come insectos y trozos de carne!".
En la historia El Viejo Jefe Cabeza de Madera (Old Chief Wood'nhead) las escenas en blanco y negro que se ven en la televisión son pertenecientes a una serie de western de los años 50, llamada Cisco Kid, cuyos personajes protagonistas se llaman uno Cisco y Pancho. En La Balsa (The Raft) Deke y Randy se apodan uno al otro Cisco y Pancho (en la versión doblada sólo Deke dice lo de Pancho a Randy, en la versión original usan los 2 apodos). También en La Balsa (The Raft) Laverne (Jeremy Green) lleva una camisa de la Universidad de Horlicks, la misma universidad que aparece en el capítulo La Caja de Creepshow.

## Recepción
La película obtiene valoraciones mixtas en los portales de información cinematográfica. En IMDb, con 21.260 valoraciones, obtiene una puntuación de 6,1 sobre 10. En FilmAffinity con 3.582 votos, obtiene una valoración de 5,7 sobre 10.
En Rotten Tomatoes obtiene una calificación de "fresco" para el 32% de las 22 críticas profesionales y del 40% sobre las 19.378 críticas de los usuarios del portal.

"Mientras que el enfoque de Romero sobre este material es claramente irónico, Gornick comete el error de dar a las historias un tratamiento directo que simplemente aumenta su debilidad inherente."
TVGuide 